# Kissi (popolo)
I Kissi sono un'etnia dell'Africa occidentale, stanziata soprattutto in alta Guinea, Sierra Leone e Liberia. Parlano la lingua kissi, appartenente al gruppo mel delle lingue atlantiche.
La regione settentrionale occupata dai Kissi corrisponde ad una zona di savana del Sudan, mentre man mano che si scende verso sud (Sierra Leone e Liberia), la vegetazione diviene sempre più fitta sino a divenire foresta.

## Struttura sociale
I Kissi non sono uniti né socialmente né politicamente infatti; come spiegava l'antropologa Denise Paulme "nessuno poteva vantarsi di esercitare un'autorità, anche vaga, sull'insieme della regione, nessuno poteva esigere un'imposta o un servizio personale al di fuori di una stretta cerchia di parenti e vicini".
L'unità base della società è dunque il villaggio che può comprendere da cinquanta fino a duecento individui appartenenti da una a tre stirpi. La società è patrilineare e patrilocale ed è il decano della stirpe (gbeo) a detenere l'autorità. Il clan non possiede nessuna realtà territoriale e le leggi che regolano l'esogamia sono estremamente severe. Per comprendere meglio il senso di "stirpe" presso i Kissi bisogna dire che ognuna si definisce con l'esistenza di un divieto totemico comune a tutti i suoi membri.
I Kissi inoltre utilizzavano Kissi money.

## Sussistenza
I Kissi sono quasi esclusivamente dei coltivatori di riso e dedicano circa dieci mesi dell'anno a questa attività. Riescono a produrre nove qualità principali di riso, inondato, secco, primaticcio, tardivo e ognuna richiede un trattamento differente. In generale seminano all'inizio delle piogge, verso aprile-maggio, e raccolgono tra ottobre e gennaio. Comunque la coltura del riso non è molto avanzata tecnologicamente: i Kissi non usano né vivaio né trapianto né irrigazione artificiale. Dopo la raccolta, negli stessi campi, vengono seminati manioca, arachide, patata, taro. Infine, i Kissi utilizzano molte parti della palma da olio e, oltre il riso, coltivano varie qualità di ortaggi in particolare pomodori e gombo. La noce di cola e il caffè vengono destinati al commercio e all'esportazione.
La caccia e la pesca vengono considerate attività secondarie, mentre è molto limitato l'allevamento del bestiame a causa della grande diffusione della malattia del sonno. Comunque le specie allevate sono montoni e capre ma non viene utilizzato il loro latte. La coltivazione del cotone permette la tessitura e i tessuti sono spesso tinti con l'indaco.
Lo sviluppo del sistema monetario ha trasformato questa economia di autosussistenza e la produzione del riso per il mercato diventa sempre più importante.

## Religione
I Kissi credono in un dio del cielo (hala) che è onnipresente e dispensatore della pioggia, fonte di vita, a cui non dedicano però alcun culto o rito particolare. Da notare che questo tipo di culto è comune a molte popolazioni vicine. Molto importante è il culto degli antenati; l'altare della stirpe si trova sempre nella piazza del villaggio e il decano della stirpe è anche il sacerdote del culto.
Le donne possiedono un luogo a parte dove svolgere i loro rituali e questo luogo è unico, a differenza degli altari che sono numerosi quanto le stirpi stesse, ed è generalmente costituito dalla fonte del villaggio. Viene praticata anche la magia, stregoneria e pratiche divinatorie legate all'agricoltura.
L'attività artistica preminente è quella scultorea a sfondo religioso, che produce statuette di pietra (steatite) raffiguranti antenati risuscitati e quindi, come tali, sono oggetto di culto e di adorazione. Risalgono ai primi secoli d.C.